# Ana Baron
Ana Carmen Baron Supervielle (19 tháng 1 năm 1950 – 21 tháng 8 năm 2015 ) là một nhà văn và nhà báo người Argentina, một phóng viên của Clarín trong 15 năm cuối đời.

## Tiểu sử
Sự hỗn loạn chính trị dữ dội của Argentina trong những năm 1970 đã khiến Ana Baron định cư ở Paris, nơi bà tốt nghiệp Trường Nghiên cứu Cao cấp về Khoa học Xã hội và Chính trị Khoa học Quốc gia Fondation. Trong những năm đó, bà đã trở thành phóng viên của Biên tập Atlántida, cùng với các đồng nghiệp của mình là Danielle Raymond và Silvina Lanús.

Bắt đầu từ năm 1985, bà cư trú tại Hoa Kỳ. Các đồng nghiệp của bà nhớ lại một giai thoại từ năm 1986: 
Khi José López Rega bị bắt ở Miami, một nhóm người Argentina đã vào tù để cố gắng phỏng vấn ông ta. Con quái vật đó không muốn trả lời phỏng vấn và các nhà báo được mời rời khỏi khu vực, kèm theo một chiếc xe jeep pháo. Cách đó vài km, những người trên tivi đã bật camera của họ cho các đồng nghiệp khác để lấy lời khai. Ana, với giọng nói mà đôi khi biết rõ, đã tuyên bố: "Ồ, không. Khi các nhà báo phỏng vấn các nhà báo, đã đến lúc về nhà." Bà lên xe và họ không gặp bà nữa..

 Vào những năm 1990, bà gia nhập Hiệp hội Nhà báo Argentina đã được thành lập, mà bà là thành viên cho đến tháng 11 năm 2004, khi bà là một phần của tập thể đã từ chức trước khi giải thể sắp xảy ra.
Từ năm 1998 đến 2013, bà là phóng viên tại Washington, DC của tờ báo Clarín ở Buenos Aires, mà bà đã từng thực hiện một chuyên mục tương tự trong những năm trước từ New York.
Năm 1999, bà là một phần của nhóm King of Spain International Journalism Prizes của Vua Juan Carlos cho một cuộc điều tra trong bổ sung Clarona Zona  về các báo cáo bí mật của Đại sứ quán Hoa Kỳ.
Baron bao trùm các chiến dịch tranh cử tổng thống của Bill Clinton, tổng thống của George W. Bush và sự trỗi dậy của Barack Obama.
Bà đã tham gia các hội nghị quốc tế: những hội nghị trong số các chủ tịch của khu vực, những hội nghị trong Nhóm G20, và các hội đồng của IMF, trong số những hội nghị khác. Những ghi chú của bà về phản ứng của Bush đối với hội nghị thượng đỉnh Mar del Plata năm 2005 đã dự đoán sự sụp đổ của Khu vực thương mại tự do châu Mỹ (FTAA), một tin sốt dẻo được in lại trên các tờ báo trên thế giới.

## Radio
Baron là một phần của chương trình Corresponsales en línea trên đài Radio de la Ciudad Buenos Aires Radio de la Ciudad (1110 AM) vào Chủ nhật, từ 10 giờ sáng đến 12 giờ tối, cùng với Silvia Naishtat (Buenos Aires), Sofía Neiman (Buenos Aires), Paula Lugones (Washington), Silvia Pisani (Washington), Danielle Raymond (Paris), và María Laura Avignolo (Paris / Luân Đôn).

## Cuộc sống cá nhân
Ana Baron đã kết hôn với nhà kinh tế Pablo Spiller. Bà là em gái của nhà văn Silvia Barón Supervielle và anh em họ của nhà văn Odile Baron Supervielle.
Bà qua đời vì bệnh ung thư tại thành phố New York vào ngày 21 tháng 8 năm 2015 ở tuổi 65.

## Sách
- Les Enjeux de la guerre des Malouines (The Stakes of the Falklands War), 680 trang (1988) [1]
- Bill Clinton: Chìa khóa để hiểu chính phủ của ông [1]
- Tại sao họ đi? Một nghiên cứu về lưu vong Argentina, Biên tập viên Emecé, Buenos Aires, ISBN 9789500414906